# Bela Vista de Minas
Bela Vista de Minas là một đô thị thuộc bang Minas Gerais, Brasil. Đô thị này có diện tích 108,606 km², dân số năm 2007 là 9968 người, mật độ 92,4 người/km².